# Naturpark Elm-Lappwald

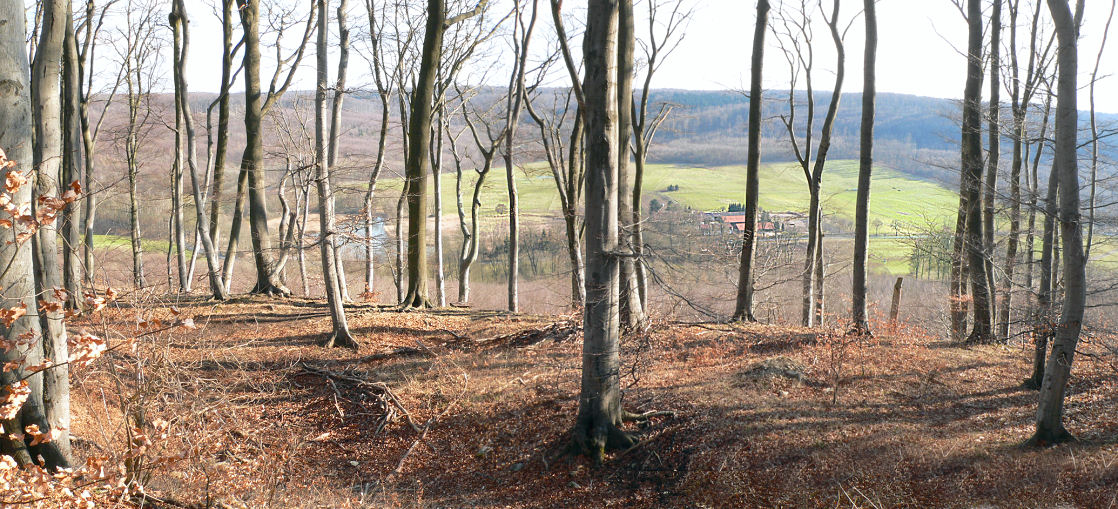
Blick durch den Buchen-Hochwald auf das Reitlingstal im Elm

Der Naturpark Elm-Lappwald ist ein Naturpark im südöstlichen Niedersachsen östlich von Braunschweig. Ihn prägen die bewaldeten Höhenzüge von Elm, Lappwald und Dorm sowie das Gebiet der Helmstedter Mulde.

## Geographie

### Lage

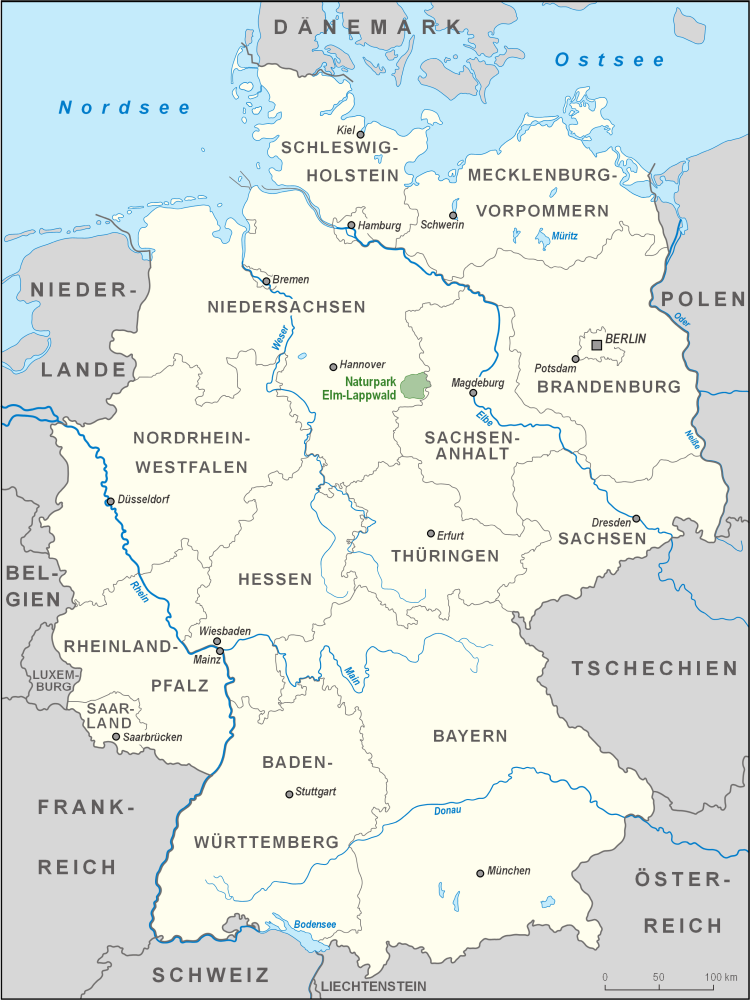
Lage des Naturparks Elm-Lappwald

Der Naturpark hat eine Fläche von rund 470 km² und liegt in den Landkreisen Helmstedt und Wolfenbüttel. Begrenzt wird er im Westen vom Stadtrand Braunschweigs und im Norden von Wolfsburg. Im nördlichen Bereich durchschneidet die Bundesautobahn 2 im Abschnitt Hannover-Berlin den Park. Der Naturpark umfasst die Höhenzüge, Landschaften und Waldgebiete von Elm, Lappwald, Dorm, Elz, Helmstedter Mulde, Rieseberg und Rieseberger Moor sowie den Forst Kampstüh bei Lehre.
Landschaftsmäßig gehört der Naturpark zum ostfälischen Hügelland. Er befindet sich im Übergangsgebiet zwischen dem Mittelgebirgsraum mit dem Harz im Süden und der norddeutschen Tiefebene mit der Lüneburger Heide im Norden. Klimatisch liegt das Gebiet in West-Ost-Richtung in der Übergangszone zwischen maritimen und kontinentalen Wettereinflüssen.

## Geschichte

### Parkgeschichte
Gegründet wurde der Naturpark 1977 als eine Kooperation der Landkreise Helmstedt, Wolfenbüttel sowie der Stadt Braunschweig. Der Naturpark Elm-Lappwald ist inzwischen Bestandteil des UNESCO- und Europäischen Geoparks Harz – Braunschweiger Land – Ostfalen. Er zählt beim Bundesamt für Naturschutz unter der Objekt-Nr. 083 zu den Bedeutsamen Landschaften in Deutschland.

### Bodengeschichte
Die letzte Eiszeit (Weichsel-Eiszeit) vor rund 12.000 Jahren lagerte im südlichen Teil der Helmstedter und im gesamten Verlauf der Schöppenstedter Mulde eine bis zu drei Meter mächtige Lössschicht ab, auf der sich die fruchtbaren Schwarz- und Braunerden ausbildeten. Möglicherweise wurde in dieser Zeit auch der Goldene Hirsch, der größte Stein im Elm, an seinen Standort nahe Schöningen transportiert. Während der Abtauperioden schufen die Eismassen die Feinformen der Landschaft. Eine dichte Laubwald-Vegetation entwickelte sich in der Nacheiszeit und überdeckte das gesamte Gebiet des heutigen Naturparks. Ihre Baumarten passten sich den jeweiligen Bodenverhältnissen an. So wechselten im nördlichen Bereich des Parks Eichen-Hainbuchenwälder mit Buchen-Eichenwäldern und Bruchwäldern auf nassen, torfigen Lagen (Niedermoorgebiete). Im südlichen Teil herrschten die Buchenwälder vor.

### Siedlungsgeschichte
Das Gebiet des heutigen Naturparks war bereits im 6. Jahrtausend vor Christus dauerhaft besiedelt, wovon Megalithgräber zeugen. Mit der Besiedlung dieses Raumes durch den Menschen veränderte sich das natürlich gewachsene Vegetationsbild. Zwar hatten die ersten Siedler in der mittleren Steinzeit als Jäger, Fischer und Sammler noch keinen nennenswerten Anteil an dieser Veränderung. Die Muldenlage des Gebiets mit Ansätzen zum Lössboden sorgte schon in der Steinzeit für eine Besiedlung durch frühe Ackerbaukulturen. Sie rodeten schon früh den dichten Baumbestand. Den größten Verlust an Waldflächen brachte die Zeit der großen Rodungen (900 bis 1200 n. Chr.), als in dieser Zeit die Naturlandschaft „in Kultur genommen“ wurde. Heute noch deuten Ortsnamen, die auf -rode, -hörst und -feld enden, auf diese Siedlungsperiode hin. Besonders viele Rodungsdörfer legten die Marientaler Zisterziensermönche an. Auf diese Zeit gehen Abbenrode, Hemkenrode und Erkerode am Nordwesthang des Elms und Rotenkamp am Rieseberg zurück. Im Mittelalter gab es in dieser Region noch bedeutend mehr Siedlungen. Fast die Hälfte von ihnen wurde von ihren Bewohnern wieder aufgegeben und verfiel; sie wurden zu Wüstungen, deren Zahl im Gebiet des Lappwaldes, am Dorm und am Südwesthang des Elms besonders hoch ist. Die Gegend mit ihren guten Böden blieb bis heute ein bevorzugter Ackerstandort. Seit dem Mittelalter sind die Städte Königslutter, Schöningen, Schöppenstedt und Helmstedt geschichtsträchtige Orte im Bereich des heutigen Naturparks. Maßgeblich für die frühe, schon 952 einsetzende Entwicklung Helmstedts war die Lage am Handelsweg von Braunschweig nach Magdeburg, der heutigen Bundesstraße 1.

## Flora und Fauna
Der Elm gilt als größter Buchenwald Norddeutschlands. Zum Erscheinungsbild des Naturparks gehören große Waldflächen, Moore, Quellflüsse, Seen, Heideflächen, Salzwiesen und artenreiche Kalk-Magerrasen. Es kommen über 800 Pflanzenarten vor, von denen mehr als zehn Prozent als gefährdet gelten. Vögel, Säugetiere und Amphibien sind im Lebensraum Naturpark mannigfach vertreten. Als idyllisch gelten vor allem das Reitlingstal im Elm und das Brunnental im Lappwald.